# Eliza G
Eliza G, pseudonimo di Elisa Gaiotto (Sacile, 23 aprile 1984), è una cantautrice italiana.

## Biografia

### Primi anni
Durante l'infanzia studia pianoforte e all'età di 15 anni entra a far parte come cantante della band dell'istituto scolastico superiore che frequenta. Continua l'esperienza musicale anche fuori dall'ambito scolastico passando per diversi generi musicali evolvendosi e sperimentando sempre di più in contesti differenti.
Si laurea in Lingue e Letterature Straniere con una tesi in lingua inglese sul romanzo Dracula di Bram Stoker.

### Inizio della carriera solista
Dopo aver collaborato con diversi progetti musicali, nel 2009 firma un contratto con l'etichetta DWA Records e il produttore Roberto Zanetti, conosciuto con lo pseudonimo di Robyx per le produzioni e con quello di Savage come artista, pubblicando nel giugno dello stesso anno il singolo di debutto Summer Lie.
Nel 2010 il singolo viene incluso nella compilation Summer Eletrohits in Brasile e viene trasmesso dalle principali emittenti locali radiofoniche e televisive. Nello stesso anno, Eliza G partecipa come ospite al festival Spirit Of London al Sambodromo Anhembi di San Paolo insieme ad Edward Maya e Yolanda Be Cool.
Nel 2011 pubblica il singolo Love Is Unbound in collaborazione con Mister Jam che consente all'artista di consolidare la sua carriera in Brasile e di esibirsi, nel corso degli anni successivi, in numerosi eventi in tutto il paese.
Nello stesso anno, interpreta il brano My Love Is Love pubblicato su etichetta Sugar Music e traccia inedita di Giancarlo Bigazzi (co-scritta con il figlio Giovanni), autore di alcuni dei più grandi successi italiani e internazionali. La cantante ha preso parte al concerto in onore di Giancarlo Bigazzi esibendosi all'evento con Marco Masini, Aleandro Baldi, Fio Zanotti, Mario Lavezzi e Franco Fasano.

### DaThe Voice of Italyalla vincita delCervo D'oro
Alla fine di aprile 2019, entra a far parte del cast di The Voice of Italy in onda su Rai 2, dove la sua esibizione alle audizioni con il brano Hurt di Christina Aguilera le permette di guadagnare un posto nel team di Gigi D'Alessio.
Il video della sua esibizione di Hurt è stato inoltre scelto da The Voice Global sul loro canale YouTube alla prima posizione delle migliori audizioni mondiali di aprile 2019 e, successivamente, l'esibizione viene inserita nel canale YouTube Best Of The Voice tra le 10 Blind Auditions più emozionanti della storia del programma in una video compilation con oltre 45 milioni di visualizzazioni.
Durante la semifinale dello show televisivo, presenta il primo singolo inedito in italiano Altro che favole, pubblicato dalle etichette Universal Music e Polydor.
Nell'agosto del 2019, apre l'unica data italiana del tour della cantante britannica Jess Glynne all'Arena della Versilia di Forte dei Marmi.
Nello stesso periodo, l'artista viene selezionata per partecipare al Cervo d'oro, il più noto festival musicale in Romania che si svolge annualmente dal 1968 a Brașov, in Transilvania.
L'artista è stata selezionata insieme ad altri 11 artisti da tutto il mondo e ha rappresentato l'Italia con il brano Altro che favole e, come da regolamento, interpretando la cover del brano rumeno Creioane colorate di Feli. Il Festival è andato in onda in diretta sulla prima rete televisiva rumena, la TVR, in Eurovisione e su Radio Romania.. Nella serata finale del festival Eliza G si è aggiudicata il primo premio, aggiudicandosi il premio Cervo d'oro.

### Festival internazionali e il Selecția Națională
Nell'aprile 2021 prende parte al festival Kënga Magjike, in Albania con l'inedito A un passo dal deserto, aggiudicandosi TV  il secondo posto nella categoria dedicata agli artisti internazionali. Con il medesimo brano, l'artista vince la 26ª edizione del Premio Lunezia per il valore Musical Letterario. Il premio è stato consegnato durante l'evento ad Aulla dove, insieme a Eliza G, sono stati premiati anche Nek e Vegas Jones.
A ottobre 2021 prende parte all'evento Senato & Cultura presso l'Aula legislativa di Palazzo Madama a Roma, in occasione delle celebrazioni dell'eccellenza sportiva italiana nel mondo esibendosi per l'occasione con l'Inno di Mameli.
Durante la stagione invernale, è membro della giuria nel muro dello show televisivo All Together Now - La musica è cambiata in onda su Canale 5.
Nel febbraio 2022, Eliza G viene selezionata tra i partecipanti di Selecția Națională, il festival utilizzato dall'emittente rumena TVR per selezionare il rappresentante nazionale per l'Eurovision Song Contest 2022, con il brano The Other Half Of Me, arrivando fino alla semifinale del programma.
A giugno 2022 partecipa in rappresentanza della Contrada La Cervia al Miccio Canterino, festival canoro correlato allo storico Palio dei Micci di Querceta, aggiudicandosi il terzo posto con il brano Se potessi ritornare indietro.
A febbraio 2023 partecipa, come parte del gruppo musicale italiano Flexx, alle semifinali di Una voce per San Marino 2023 con l'inedito GOK (God Only Knows), selezione nazionale della Repubblica di San Marino per l'Eurovision Song Contest 2023.
Nel corso del 2024 prende parte, come pop guest, a diverse date del tour europeo di Andrea Bocelli duettando con lui sui principali successi pop dell'artista. 
A inizio 2025 inizia il tour in Italia a teatro con lo spettacolo Lo Spiegone con la regia di Claudio Insegno, trasposizione live della rubrica podcast video che parla di musica e curiosità legate a questo mondo e che, sui social dell'artista, ha ottenuto milioni di visualizzazioni.

## Riconoscimenti
Cervo d'oro 2019
- Primo premio "Cerbul de Aur"

Premio Lunezia 2021
- Premio per il valore Musical Letterario al brano A un passo dal deserto

Premio Canevese dell'anno (2025)

## Discografia

### Album
- 2014 – Confidential Unplugged
- 2019 – Ninety

### Singoli
- 2009 – Summer Lie
- 2011 – Love Is Unbound
- 2011 – My Love Is Love
- 2013 – The Way
- 2014 – Ladies Nite (feat. Lion D)
- 2015 – Hello, Hello
- 2016 – Don't Be Afraid
- 2017 – Let Me Love You (feat. Saintpaul Dj e Lion D)
- 2018 – Give Me Love (feat. Saintpaul Dj e Dino Brown)
- 2018 – Lovefool
- 2019 – Back for Good (feat. Raphael)
- 2019 – Altro che favole
- 2021 – A un Passo dal deserto
- 2021 – Total Eclipse of the Heart (feat. Saintpaul Dj e Jamm)
- 2022 – The Other Half of Me
- 2022 - All I Want for Christmas Is You (feat. Saintpaul Dj e Jamm)
- 2023 - Destiny (feat. Kasino)
- 2023 - Moonlight Shadow (Acoustic Live Version)
- 2023 - Rockin' Around the Christmas Tree (Acoustic Live Version)
- 2024 - Falling for U 2.0 (feat. Saintpaul Dj e Jamm)
- 2024 - Numb (Acoustic Live Version)
- 2024 - Elysium (feat. TNTZ)
- 2024 - Hotel California (Acoustic Live Version)
- 2024 - Touch Me (feat. Saintpaul Dj e The Cube Guys)
- 2024 - Can't Get You Out of My Head (feat. Saintpaul Dj)
- 2024 - Give It to Me (feat. Kasino)

## Televisione
- Kënga Magjike (TV Klan, 2020)  – Concorrente
- All Together Now - La musica è cambiata (Canale 5, 2021) – Giurata
- Selecția Națională (TVR1, 2022) – Concorrente
- Fake Show - Diffidate delle imitazioni (Rai 2, 2023) – Imitatrice